# マイク・ハラック
マイク "マンター" ハラック（Mike "Mantaur" Halac、本名：Michael Halac、1968年5月14日 - 2023年7月11日）は、アメリカ合衆国のプロレスラー。ネブラスカ州オマハ出身。
巨漢のラフ&パワーファイターとして、WWF（現：WWE）や中欧のCWAなどで活動した。

## 来歴
1988年にデビューした後、1991年よりドイツおよびオーストリアを拠点とするオットー・ワンツ主宰のCWAに、ブルーザー・マスティーノ（Bruiser Mastino）のリングネームで参戦。1992年には、11月から12月にかけてブレーメンで行われたトーナメント "Catch Cup Bremen 1992" において優勝を果たしている。巨漢のアメリカ人ヒールとして1993年までCWAに定着し、世界ヘビー級王者のランボーをはじめ、スティーブ・ライト、デビッド・テイラー、トニー・セント・クレアー、ミレ・ツルノ、クリス・ベノワ、オーエン・ハート、ランス・ストーム、そして若手時代のスティーブ・リーガルことウィリアム・リーガルや、新日本プロレスから海外武者修業に出ていたヒロ・ヤマモトこと天山広吉などと対戦した。
帰米後の1994年8月にWWFに出場し、ニコライ・ボルコフとの連戦を経て、同年12月より半人半獣のミノタウロスをイメージしたモンスターヒール、マンター（Mantaur）に変身。巨大な野牛の頭部剥製を被って登場する入場パフォーマンスで注目を集める。ジム・コルネットをマネージャーに迎え、両目から両側頭部にかけては牛の角を模したペイントを施していた。1995年1月22日開催のロイヤルランブル'95にも出場。レイザー・ラモンやブレット・ハートともシングルマッチで対戦したが、ミッドカードのポジションから脱することはできず、同年のキング・オブ・ザ・リングでは1回戦でボブ・ホーリーに敗退。6月6日のTVテーピングにおけるバンバン・ビガロ戦が最後の試合出場となり、同年夏にWWFを解雇された。
その後、ECWへの短期参戦を経て、1996年4月28日のイン・ユア・ハウス7でのゴールダスト対アルティメット・ウォリアーのインターコンチネンタル王座戦において、IC王者ゴールダストのボディーガードとしてWWFに再登場。ソフト帽に黒スーツ姿でゴールダストのセコンドを務め、試合後はウォリアーにボディスラムで投げられたが、特定のリングネームは与えられず、その後の継続参戦も無かった。以降はCWAに復帰してターミネーター・マスティーノ（Terminator Mastino）と名乗り、従兄弟のキャノンボール・グリズリーとのタッグチームなどで活動した。
1997年、テネシー州メンフィスを本拠地とするUSWAにおいて、タンク（Tank）なる黒覆面のマスクマンに変身し、南アフリカの治安部隊をギミックとした軍人ユニット「トゥルース・コミッション」に加入。3月15日にはジェリー・ローラーを破りUSWA統一世界ヘビー級王座を獲得した（7日後にローラーが奪回に成功）。当時、USWAはWWFと提携しており、6月よりトゥルース・コミッションもWWFに参戦したが、タンクはインテロゲーター&リーコンと組んでの6人タッグマッチ2試合のみの出場でWWFを離脱している。
1997年9月22日、ブルーザー・マスティーノとしてWCWのダーク・マッチに出場、ダミアンから勝利を収めたが、ここでも継続参戦には至らなかった。以降は古巣のCWAおよびNWAジャーマニーやEWP（ヨーロピアン・レスリング・プロモーション）など、2000年代初頭までドイツを主戦場に活動した。セミリタイア後の2009年6月27日には地元オマハのインディー団体でグリズリーとのコンビを再結成し、ホミサイド&マット・モーガンと対戦。2012年12月7日にはニュージャージーのPWS（プロレスリング・シンジケート）にマンターのギミックで登場、エル・マタドールことティト・サンタナとの「闘牛士vsミノタウロス」のレジェンド対決が行われた。
2023年7月11日、55歳で死去。その日の早朝、転倒して腰を負傷していたという。

## 得意技
- スプラッシュ[2]
- ベリー・トゥー・ベリー・スープレックス[2]
- パワースラム[2]
- エルボー・ドロップ

## 獲得タイトル
キャッチ・レスリング・アソシエーション
- キャッチ・カップ・ブレーメン優勝：1992年[6]

ユナイテッド・ステーツ・レスリング・アソシエーション
- USWA統一世界ヘビー級王座：1回[16]